# Head Above Water (песня)
«Head Above Water» — первый сингл канадской исполнительницы Аврил Лавин из её шестого одноимённого студийного альбома, выпущенный лейблом BMG.

## Информация о песне
Это были худшие годы в моей жизни, поскольку мне пришлось пережить как физическую, так и эмоциональную битву. Я смогла превратить эту борьбу в музыку, которой я горжусь. Я написала эти песни, лёжа в постели или на кушетке, и практически там же и записала их. Слова и тексты, столь связанные с моими личными переживаниями, лились из меня легко.
25 декабря 2016 года в соцсетях Аврил Лавин заявила о том, что работает над музыкальными треками для своего нового альбома. В августе 2018 года певица начала публиковать тизеры к изданию диска, используя кадры из видеоклипа.
Песню «Head Above Water» Аврил Лавин называет «духовным опытом». Песня написана в тональности Фа мажор. Текст охватывает переживания Лавин во время борьбы с болезнью Лайма.
Видеоклип для «Head Above Water» был снят в Исландии; режиссёром стал Эллиот Лестер. Клип вышел 27 сентября 2018 года, в день 34-летия певицы. Телевизионная премьера песни состоялась 26 сентября на шоу Джимми Киммел в прямом эфире.

## Отзывы критиков
В рецензии от Billboard говорится, что «Head Above Water» — «мощное, духовное прозрение, в котором рассказывается о пути канадской певицы во время её битвы с болезнью Лайма». В отзыве от журнала Clash дана положительная оценка тексту и аранжировке, выражение через музыку пережитого лично певицей: «Когда музыка Аврил Лавин на 100 осталась позади, мы всё же не можем не расстрогаться от того, как она преодолела невероятно сложную ситуацию». В рецензии от Spin «Head Above Water» характеризуется как «драматичная фортепианная баллада о сопротивлении». Критик от MTV Canada оценил «эмоционально заряженное возвращение» Лавин и назвал песню «не просто метафорой», поскольку «в ней задокументирован кульминационный момент многолетней борьбы Лавин с болезнью Лайма».
Положительная оценка песне дана христианским изданием Faithwire, особо отмечено то, как «Лавин описывает свои отношения с Богом, и как Он спас её, когда она полагала, что её жизнь подошла к концу». В другом религиозном издании Christian Headlines «Head Above Water» названа «Бого-центричной песней». Рецензент сайта Jezebel сравнил песню с произведениями христианского рока, в частности, с хитом Рейчел Платтен 2015 года «Fight Song».

## Позиции в чартах
| Чарт (2018)                                | Наивысшая позиция |
| ------------------------------------------ | ----------------- |
| Australia ARIA                             | 75                |
| Австрия (Ö3 Austria Top 40)                | 57                |
| Бельгия/Фландрия (Ultratip Bubbling Under) | 36                |
| Канада (Billboard Canadian Hot 100)        | 37                |
| Канада (Billboard AC)                      | 17                |
| Канада (Billboard CHR/Top 40)              | 43                |
| Канада (Billboard Hot AC)                  | 28                |
| Euro Digital Songs (Billboard)             | 13                |
| SNEP                                       | 58                |
| Германия (GfK)                             | 69                |
| Венгрия (Single Top 40)                    | 5                 |
| IRMA                                       | 96                |
| Италия (FIMI)                              | 97                |
| Япония (Billboard Japan Hot 100)           | 42                |
| Japan Hot Overseas (Billboard)             | 2                 |
| Lebanese Top 20                            | 17                |
| RIM                                        | 14                |
| New Zealand Hot Singles (RMNZ)             | 21                |
| Шотландия (OCC Scotland)                   | 21                |
| RIAS                                       | 12                |
| Spain Physical/Digital Songs (PROMUSICAE)  | 28                |
| Швейцария (Schweizer Hitparade)            | 36                |
| Великобритания (OCC UK Singles)            | 84                |
| Великобритания (OCC UK Indie)              | 16                |
| США (Billboard Hot 100)                    | 64                |
| США (Billboard Adult Pop Airplay)          | 40                |
| США (Billboard Christian Airplay)          | 47                |
| США (Billboard Hot Christian Songs)        | 2                 |

## Хронология издания
| Страна | Дата             | Формат                       | Лейбл | Ссылка |
| ------ | ---------------- | ---------------------------- | ----- | ------ |
| Мир    | 19 сентября 2018 | цифровая дистрибуция         | BMG   | [ 2 ]  |
| Италия | 21 сентября 2018 | Contemporary hit radio       | BMG   | [ 48 ] |
| США    | 8 октября 2018   | Hot adult contemporary radio | BMG   | [ 49 ] |
| США    | 8 октября 2018   | Christian radio              | BMG   | [ 50 ] |